# Viviennea superba
Viviennea superba är en fjärilsart som beskrevs av Druce 1883. Viviennea superba ingår i släktet Viviennea och familjen björnspinnare. Inga underarter finns listade i Catalogue of Life.